# دیوید کلاین (بازیکن فوتبال)
دیوید کلاین (انگلیسی: David Klein؛ زادهٔ ۱۳ اوت ۱۹۷۳) بازیکن فوتبال اهل فرانسه است.
از فیلم‌ها یا برنامه‌های تلویزیونی که وی در آن نقش داشته‌است می‌توان به مستخدمان اشاره کرد.
از باشگاه‌هایی که در آن بازی کرده‌است می‌توان به باشگاه فوتبال کلرمون فوت، باشگاه فوتبال والنسین، باشگاه فوتبال استراسبورگ، باشگاه فوتبال تولوز، باشگاه فوتبال آژاکسیو، باشگاه فوتبال متس، و باشگاه فوتبال پاتریک تیسل اشاره کرد.